# Stefan Staszewski

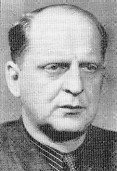
Stefan Staszewski

Stefan Staszewski (* 13. November 1906 in Warschau; † 2. November 1989 ebenda) war ein polnischer Politiker und Funktionär der Kommunistischen Partei. 

## Leben
Staszewski war Sohn eines jüdischen Kleinhändlers. Er nahm ein Jurastudium auf während dessen er sich der kommunistischen Bewegung anschloss. Er war nach einer mehrjährigen Kaderausbildung in Moskau war er als Parteifunktionär im Untergrund in Polen aktiv. Er wurde dort verhaftet, flüchtete jedoch und setzte sich 1934 in die Sowjetunion ab. Dort wurde er aber während des Großen Terrors verhaftet und zu acht Jahren Arbeitslager verurteilt, die er an der Kolyma verbrachte. Ein Bruder Staszewskis starb während des Zweiten Weltkriegs in sowjetischer Haft. Seine Mutter wurde im Vernichtungslager Treblinka ermordet. 1948 wurde er zum Generalsekretär der Staatlichen Presseagentur des Landes berufen.
1958 wurde er abgelöst und diente weiter im Parteiapparat. Während des Polnischen Oktober unterstützte er den werdenden Parteichef Władysław Gomułka. Er fiel dennoch in Ungnade und wurde 1968 von der Partei ausgeschlossen.